# داتش ديهنيرت
داتش ديهنيرت (بالإنجليزية: Dutch Dehnert) مواليد 5 أبريل 1898 في نيويورك - الوفاة 20 أبريل 1979، كان لاعب كرة سلة أمريكي تحول إلى التدريب بعد الاعتزال. بلغ طوله 6 قدم 1 بوصة (1.9 م). عرف بتدريبه لفريق أوريجينال سلتكس.

## روابط خارجية
- داتش ديهنيرت على موقع سبورتس رفرنس (الإنجليزية)